# Falco mexicanus
El halcón mexicano o halcón pálido (Falco mexicanus) es una especie de ave falconiforme de la familia Falconidae natural de América del Norte. Su ubicación comprende desde las provincias occidentales del Canadá hasta México.

## Distribución
Anida al sur de Canadá, Estados Unidos y norte de México. Inverna desde las zonas donde anida hasta el centro de México. Se le considera común, pero sus números están disminuyendo.[cita requerida] No se conocen subespecies.
En Canadá anida al sur de las provincias de la Columbia Británica, Alberta y Saskatchewan. En los Estados Unidos anida en los estados del occidente. En México llega hasta el estado de Oaxaca, aunque algunos autores describen sus límites al norte de Ciudad de México. También se encuentra presente en Baja California, donde anida al norte.

## Características
Muy similar en apariencia al halcón peregrino. Se distingue al ser su plumaje más claro. De longitud logra entre 38 y 45 cm;  alas hasta 1 m de envergadura, y 750 g de peso.

## Historia natural
Habita en regiones semiáridas, tal vez áridas, y lugares donde la vegetación no es muy alta o densa. Se le documenta hasta los 2300 m s. n. m.
Anida en las montañas en las salientes de las rocas, en las grietas en las rocas, en las cuevas y en otros lugares donde encuentre protección. Deposita los huevos en el fondo o suelo del lugar seleccionado sin añadirle ningún material. La nidada consiste de tres a cuatro huevos, pueden ser hasta seis. Algunos regresan a anidar en la misma localidad del año anterior.
Se alimenta de mamíferos pequeños; así como conejos. Complementa su dieta con aves medianas. Caza volando a una altura de 15 a 90 m.